# Kim Gevaert

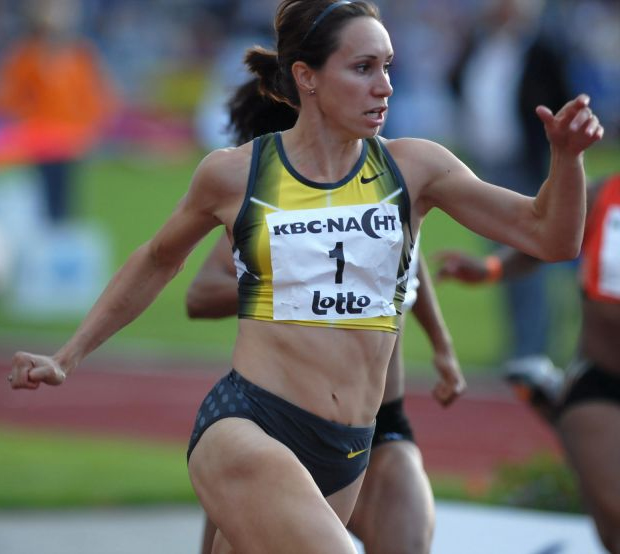
Kim Gevaert

Kim Gevaert (5 de agosto de 1978 en Lovaina, Bélgica) es una atleta belga especialista en pruebas de velocidad. Fue campeona de Europa de 100 y 200 metros en Gotemburgo 2006
Aunque participó en los mundiales de Sevilla 1999 y Edmonton 2001, su salto a la élite internacional se produjo en 2002, cuando se proclamó campeona de Europa indoor en los 60 m lisos en Viena. Ese mismo año fue subcampeona de Europa al aire libre en 100 y 200 m en Múnich.
En 2004 se fue subcampeona mundial indoor de los 60 m en Budapest, solo por detrás de la norteamericana Gail Devers. Participó en los Juegos Olímpicos de Atenas 2004, donde fue 6.ª en la final de los 200 m, mientras que no pudo clasificarse para la final de los 100 m.
En 2005, revalidó el título europeo indoor de los 60 m en Madrid. En los Mundiales al aire libre de Helsinki 2005 acabó 7.ª en la final de 200 m y no pudo clasificarse para la de 100 m
Su éxito más importante llegó en los Campeonatos de Europa al aire libre de Gotemburgo 2006, donde hizo el doblete, proclamándose campeona de Europa en 100 y 200 metros, con 11.06. Era la primera vez en 35 años que un atleta belga ganaba una medalla de oro en un europeo.
Precisamente en este año 2006, durante los Campeonatos de Bélgica batió los récords nacionales en 100 y 200 metros, con 11,04 y 22,20 respectivamente.
Gevaert fue la mejor velocista europea de su época y una de las mejores del mundo.

## Mejores marcas
- 100 metros - 11.04 (Bruselas, 2006)
- 200 metros - 22,20 (Bruselas, 2006)
- 400 metros - 51,45 (Gante, 2005)